# 氷室神社

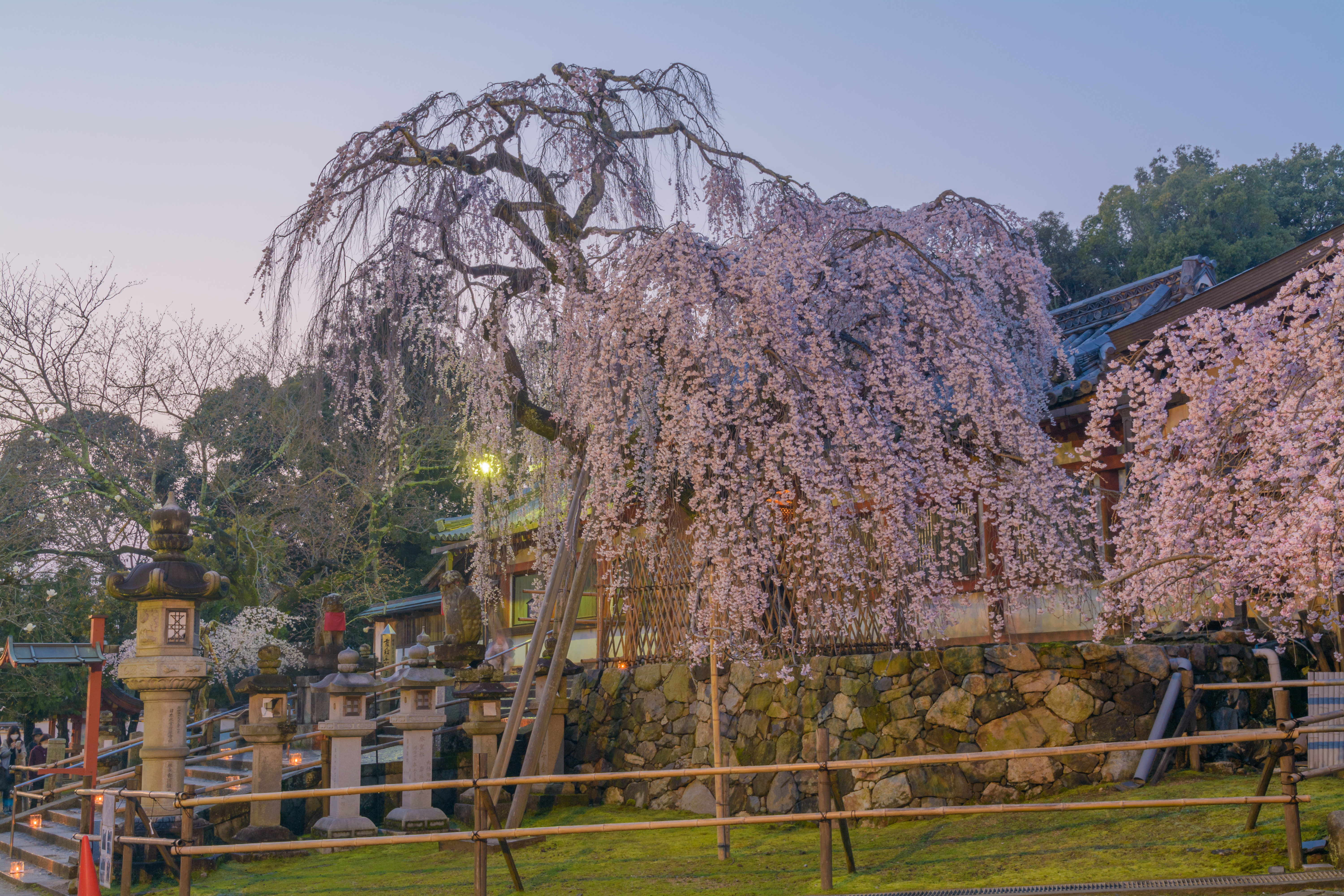
氷室神社のしだれ桜

氷室神社（ひむろじんじゃ）は、奈良県奈良市にある神社。式内小社（論社）、旧社格は村社。かつては南都楽所の拠点であった。

## 歴史
由緒は「氷室神社縁起」絵巻に記されており、また『続日本紀』や『元要記』にも散見される。和銅3年（710年）7月22日、元明天皇の勅命により、吉城川上流の春日山にある月日磐に氷神を奉祀し（下津岩根社）たのに始まるという。
春日野にある氷池（現・奈良春日野国際フォーラム 甍〜I・RA・KA〜一帯）で厳寒に結氷させた氷を氷室（荒池・鷺池を望む浅茅ヶ原一帯にあり、春日氷室、平城氷室、御蓋氷室などと呼ばれた）に蓄え、翌年に平城京へ献氷させる制度が創始された。和銅4年（711年）6月1日に初めて献氷の勅祭が行われると、以降毎年4月1日より9月30日まで平城京に氷を納めた。
奈良朝7代、70年余りの間はこの制度は継続したが、平安遷都後は廃止され、貞観2年（860年）2月1日に清和天皇の時代になって現在地に奉遷され、氷の作り方を教えた闘鶏稲置大山主命の他、天皇に氷を始めて献上した額田大仲彦命と氷を献上された大鷦鷯命の左右2神を併せ三座となった。社殿が建立されたのは建保5年（1217年）とされている。
また、13世紀には日本三楽所のひとつである南都楽所が置かれ、奈良における舞楽の一大拠点へと成長していき、神職も楽人が務めるようになった。
春日社の別宮に属し、式年費用や営繕費、祭礼費などは春日社、興福寺の朱印高2万石、および社頭所禄、三方楽所料2千石などの一部によって賄われた。
明治時代となり神仏分離が行われると、興福寺との関係は断たれた。1870年（明治3年）には南都楽所が廃止され、他の二つの楽所と合わさって宮内省雅楽部（現・宮内庁式部職楽部）が成立している。
また、村社に列せられ、神饌幣帛料供進社になっている。
現在は、氏子と冷凍氷業界の奉賛により維持される形になっている。

## 祭神
- 主祭神 - 闘鶏稲置大山主命、大鷦鷯命、額田大仲彦命

## 境内
春日造の一ノ鳥居が、登大路に面する。鳥居を入ると両側に石灯籠が立ち並び、右手に手水舎、左手に境内社の祓戸社がある。右手の石灯籠、手水舎の背後には、鏡池と枝垂れ桜がある。正面石段を登ると表門（四脚門）と東西廊がある。

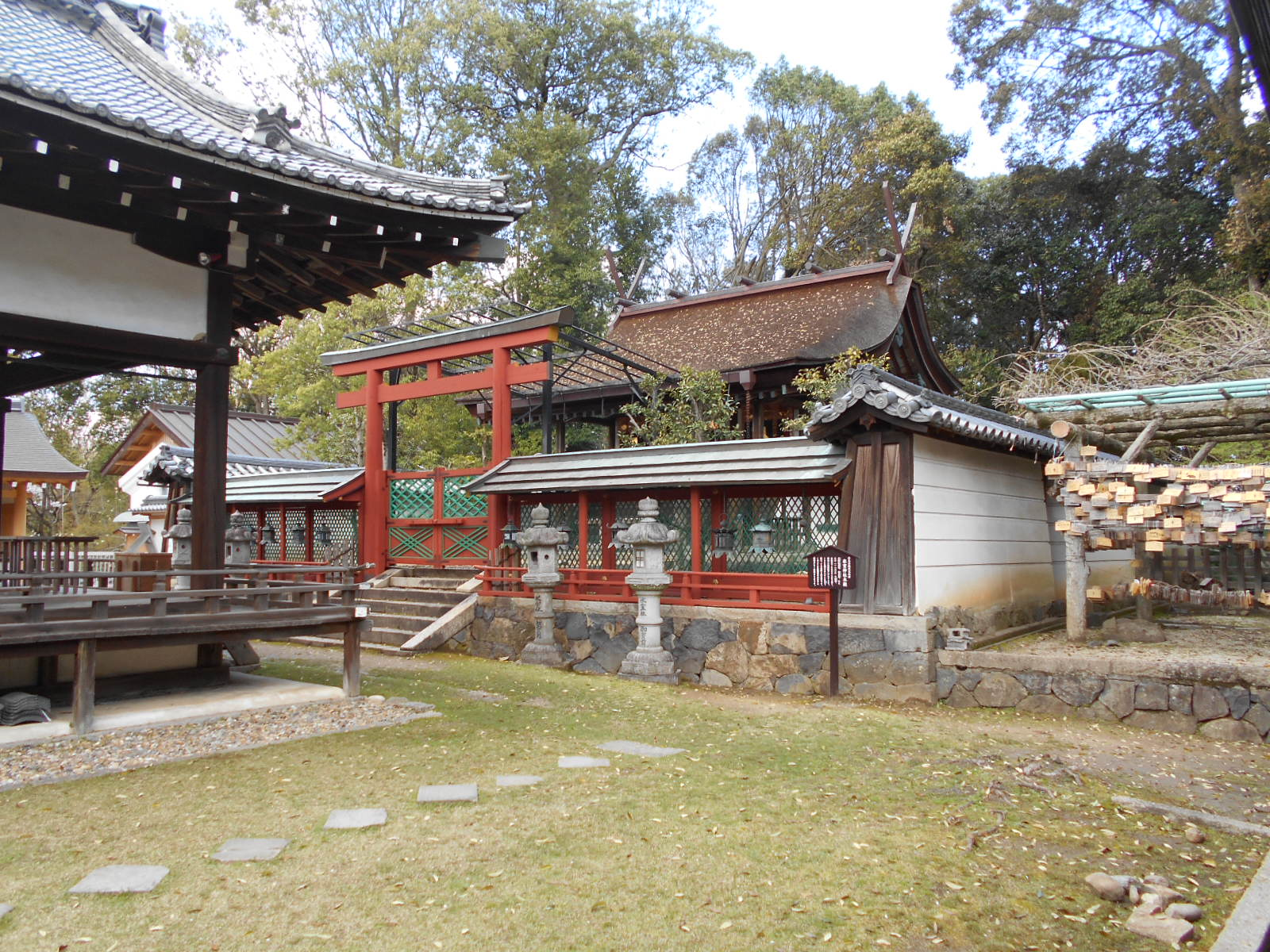
本殿

- 本殿（奈良県指定有形文化財[2]） - 文久年間（1861年 - 1864年）再建。三間社流造・檜皮葺[2]。本殿床下には2室があり、両開き板戸が付けられている[2]。
- 拝殿（奈良市指定有形民俗文化財） - 舞殿でもある。勾欄付きの舞楽殿[2]。かつての南都楽所の中心部であった。
- 舞光社 - 祭神：狛光高。南都楽所の楽祖で、楽人達の氏神である[4][2]。社殿は一間社春日造の見世棚がついている[2]。
- 直会殿 - 社務所、集会所。
- 鎮守の森
- 宝庫
- 神饌殿
- 表門（奈良県指定有形文化財） - 元々は内裏の日華門で応永9年（1402年）に現在地に移築された。寛永18年（1641年）には内裏の日華門の扉と金5枚が下賜されている[2]。門は四脚門形式で屋根は本瓦葺、東西廊は門に接続している。
- 東御廊（奈良県指定有形文化財） - 元々は内裏の御輿宿で応永9年（1402年）に現在地に移築された。桁行3間、梁行2間[2]。
- 西御廊（奈良県指定有形文化財） - 元々は内裏の御輿宿で応永9年（1402年）に現在地に移築された。桁行3間、梁行2間[2]。
- 招魂社 - 1877年（明治10年）に認可され、9月21日に祖霊を勧請した[2]。1889年（明治22年）に西南戦争での戦没者を合祀[2]。社殿は南向、白木造[2]。
- 祓戸社 - 祓所とも、住吉社とも呼ばれ、手水舎の向かいに祀られている[2]。
- 鏡池

## 文化財

### 重要文化財
- 木造舞楽面 陵王 1面 - 木造彩色、長さ29.5センチメートル、幅24センチメートル、鎌倉時代の作[2]。奈良国立博物館寄託。

### 奈良県指定有形文化財
- 本殿
- 表門及び東西廊 3棟　附：表門棟札[6]

### 奈良市指定有形民俗文化財
- 氷室神社舞殿（拝殿）

## 神事

### 献氷祭
奈良時代、春日野に氷池や氷室を設け、氷の神を祀り、春迎えとして順調な気候と豊作を祈願する祭りが営まれていた。現在は全国各地より、製氷・販売業者が参列し、業績成就を祈願する祭りとなっており、業界繁忙な6月を避けて5月1日に行われている。神前に花氷や鯛の結氷などの花氷3基、氷柱6基を捧げ、舞殿では舞楽4曲が奉じられる。

### 例祭
永久5年（1117年）9月1日、鳥羽天皇の時代に悪疫鎮止のため始められたという。源平の騒乱の後一時絶えたが、建保5年（1217年）、順徳天皇によって南都楽所の氏神として仰ぎ再興され、日の使も参向したと伝わる。
江戸時代の終わりまでは、「氷室の舞楽祭」等と称され、1日夜18時から20時までと翌2日の後宴祭は別願の舞楽と呼ばれ、38曲もの曲が演じられ終日舞楽が奉献されていたとの記録が残っている。
明治までの渡御お旅所は、旧一乗院宮邸の玄関に鳳輦（神輿）が安置され、興福寺の別当一乗院宮が参列し御旅所祭を執行した。神社との往復途上、道楽と称し奏楽しつつ練り歩いたと伝わる。明治以降は興福寺南大門跡が御旅所となった。その後、渡御は氏子の要望により氏子区域32ヶ町を巡幸するようになったが、交通事情のため1962年（昭和37年）に中断した。2020年（令和2年）に鳳輦の修復を記念して、渡御が58年ぶりに復活した（神社 - 御旅所（興福寺南大門跡）間）。

#### 現在の例祭
現在は毎年3から4ヶ町ずつ当番となり、9月30日の宵宮、10月1日の例祭が運営されている。
- 宵宮祭 - 9月30日 17時より
- 例祭朝座 - 10月1日 11時より
- 例祭夕座 - 10月1日 17時より

#### 氷献灯
境内では、宵宮・例祭両日の18時頃、氏子各町内では宵宮の18時頃から、絵馬の上に蝋燭を灯し、穴の空いた氷塊を飾る「氷献灯」が多数飾られる。

### 神事ギャラリー

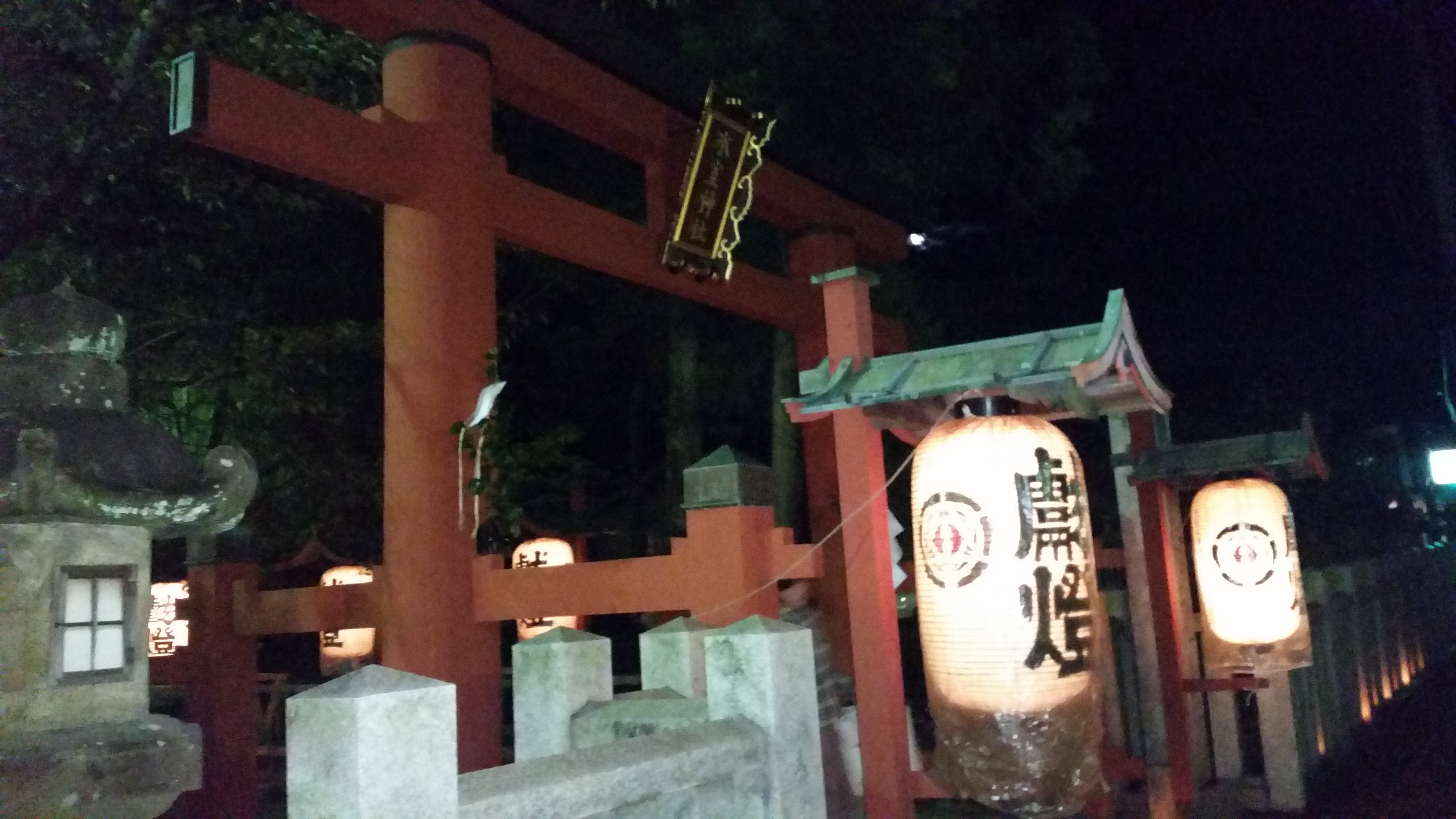
例祭夕座の風景（鳥居）
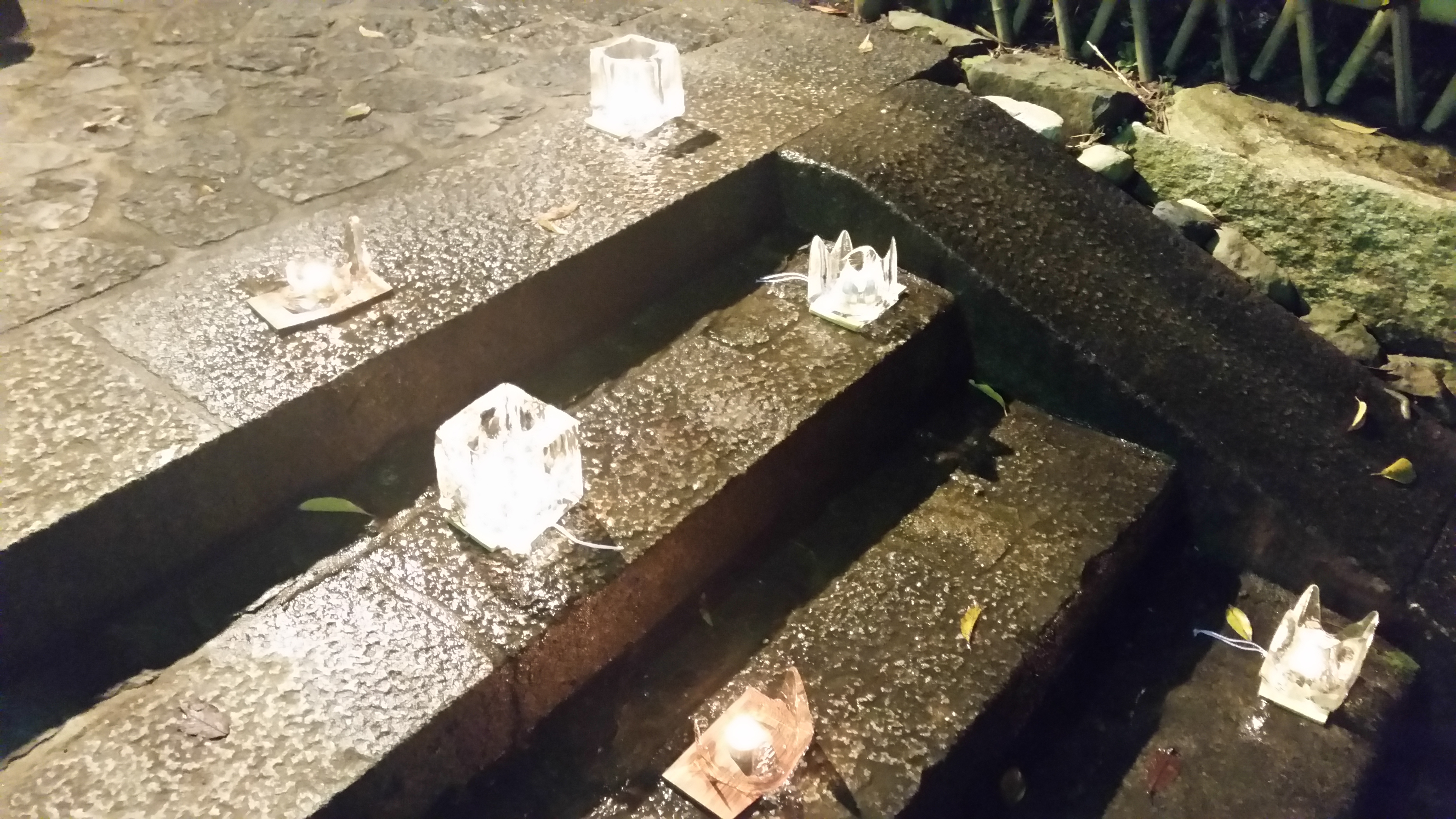
氷献灯
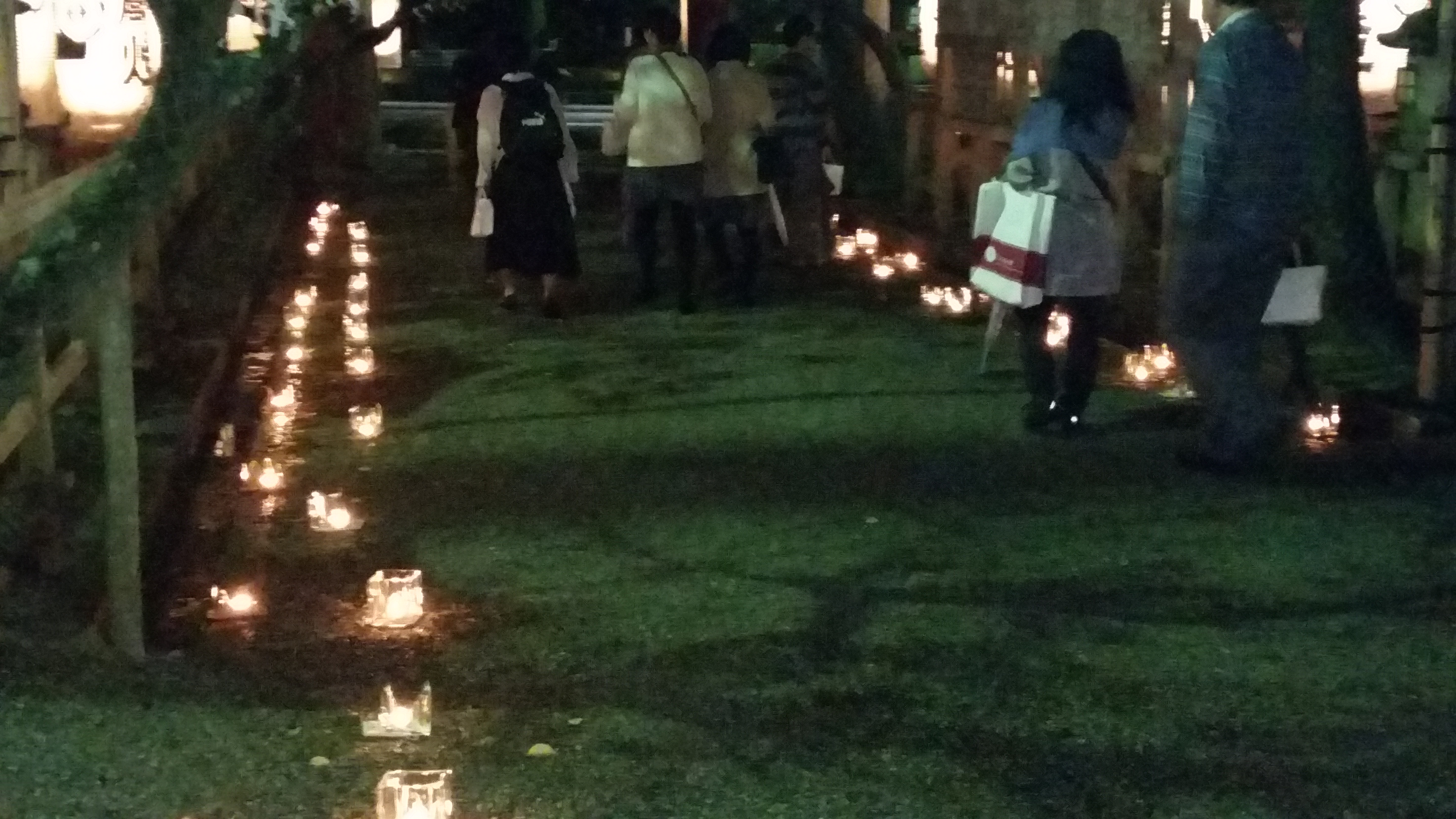
氷献灯で飾られた参道
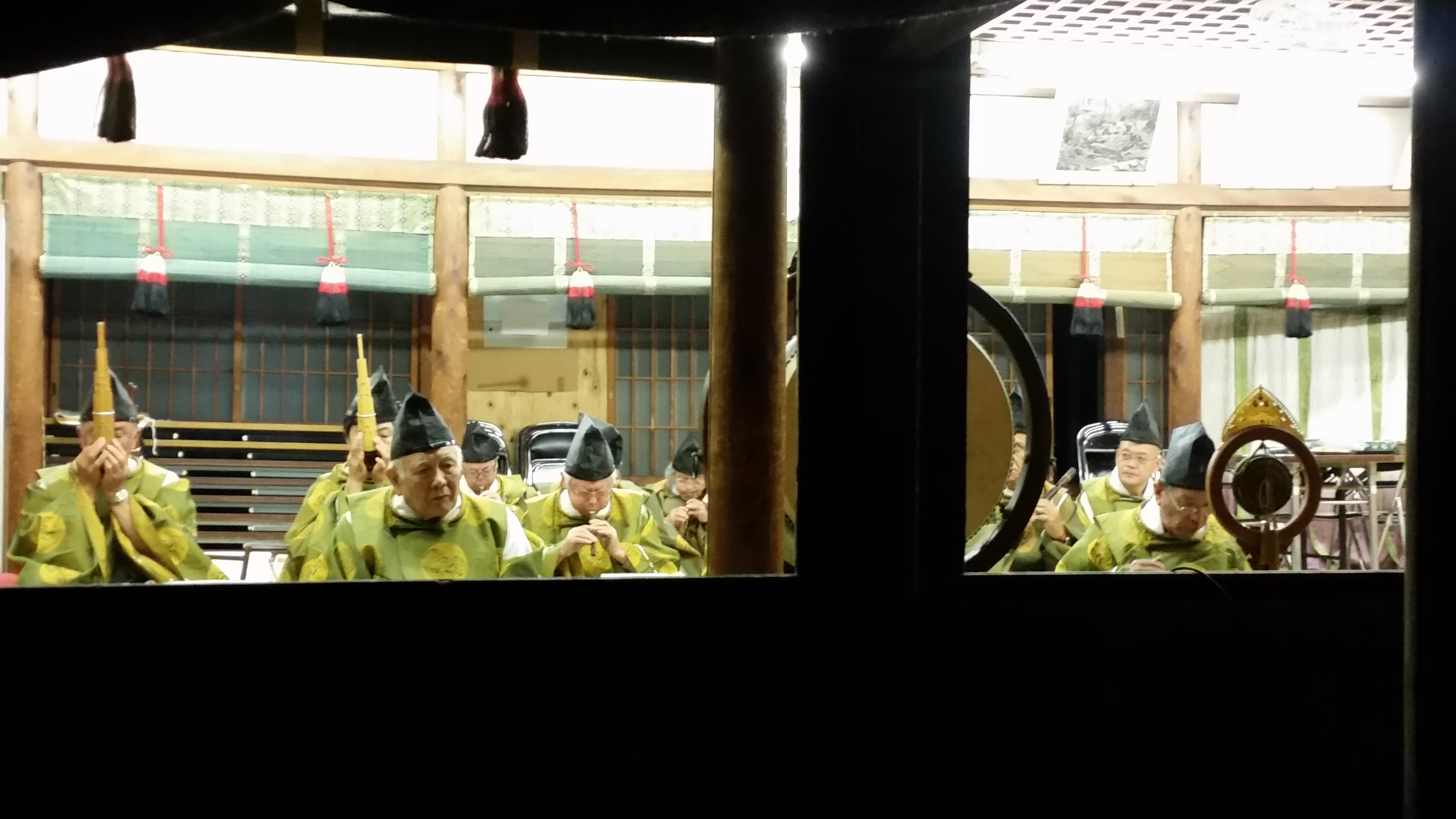
雅楽演奏風景
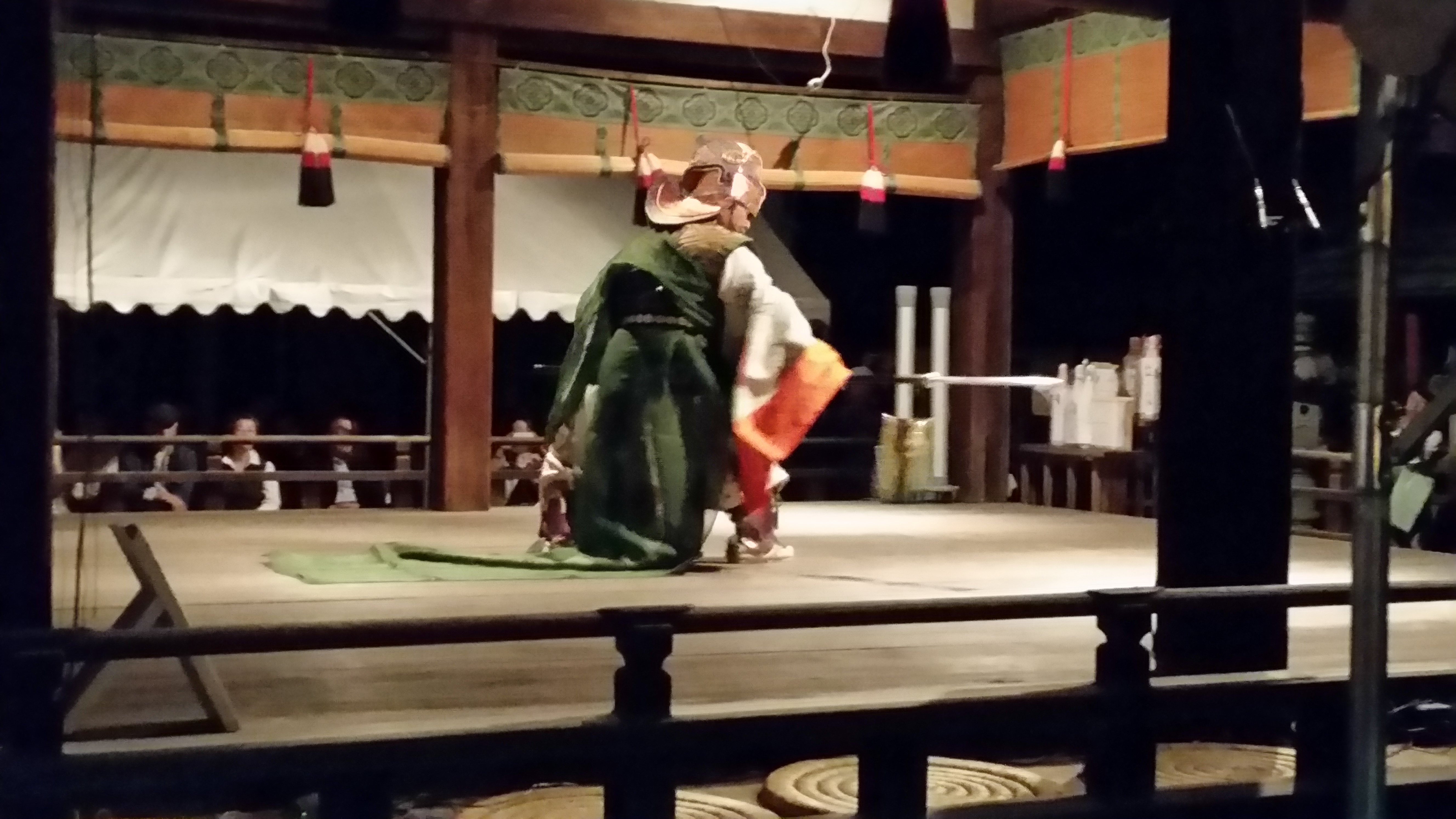
舞楽「振鉾(えんぶ)」
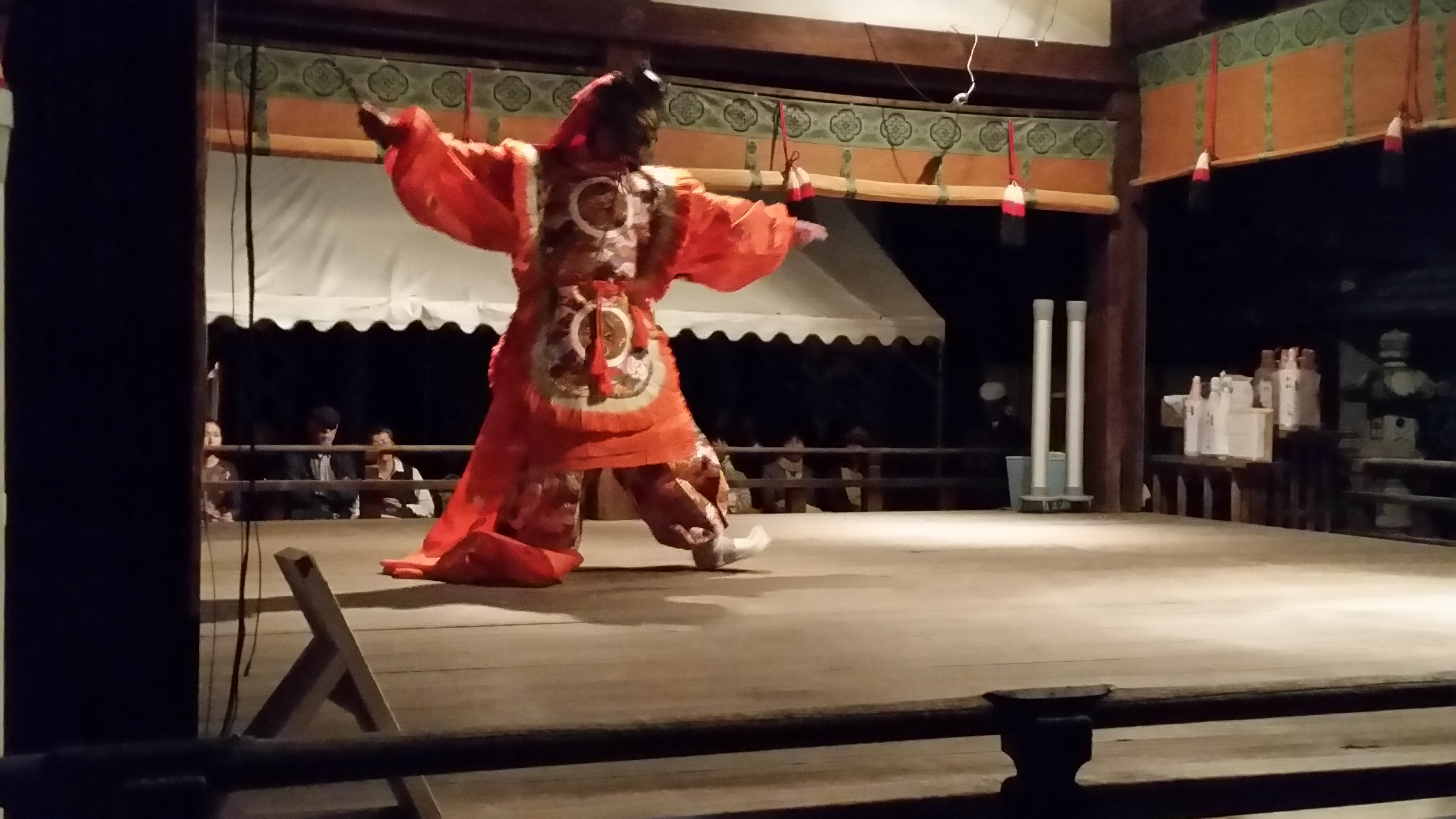
舞楽「蘭陵王(らんりょうおう)」
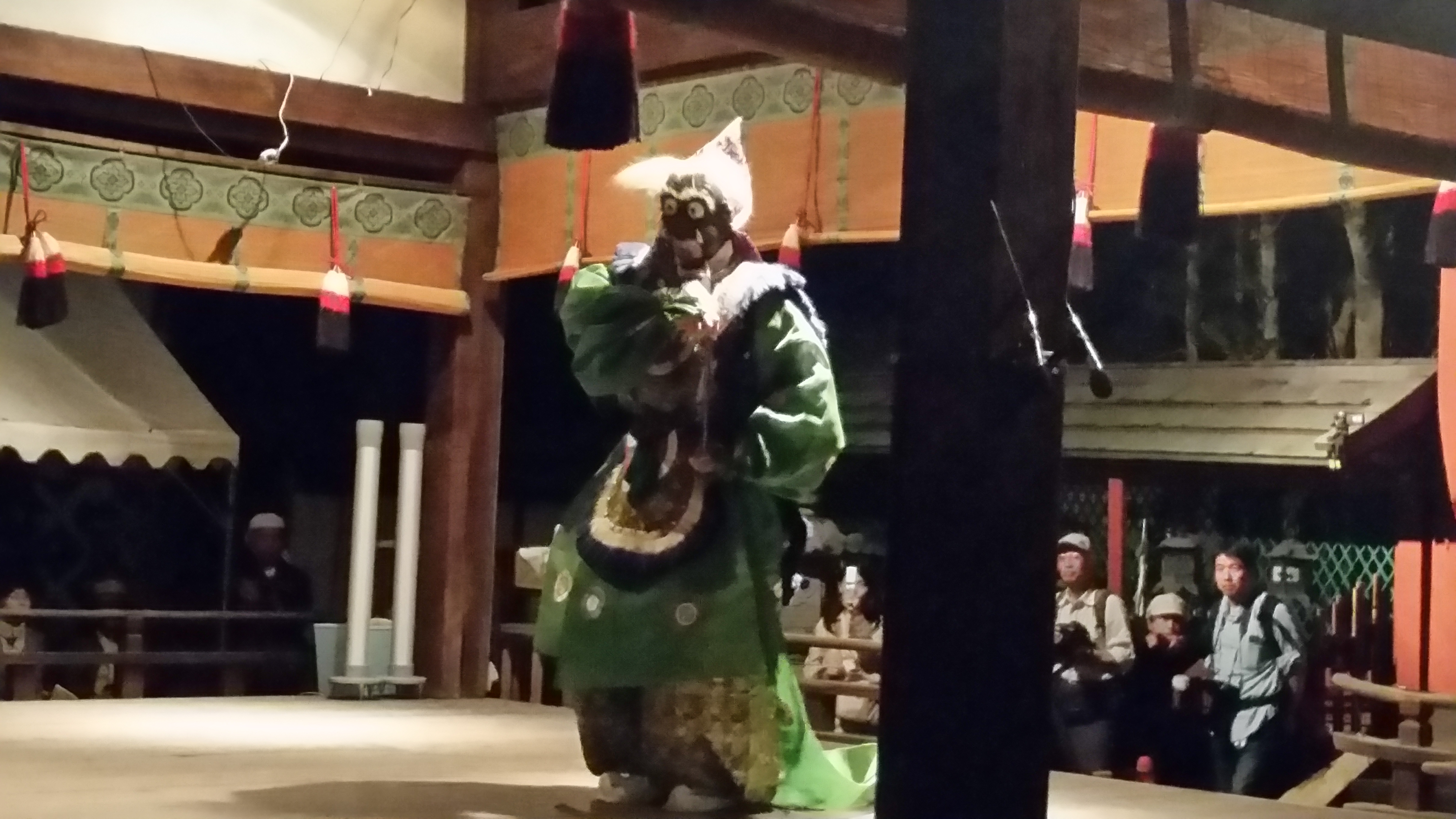
舞楽「納曽利(なそり)」
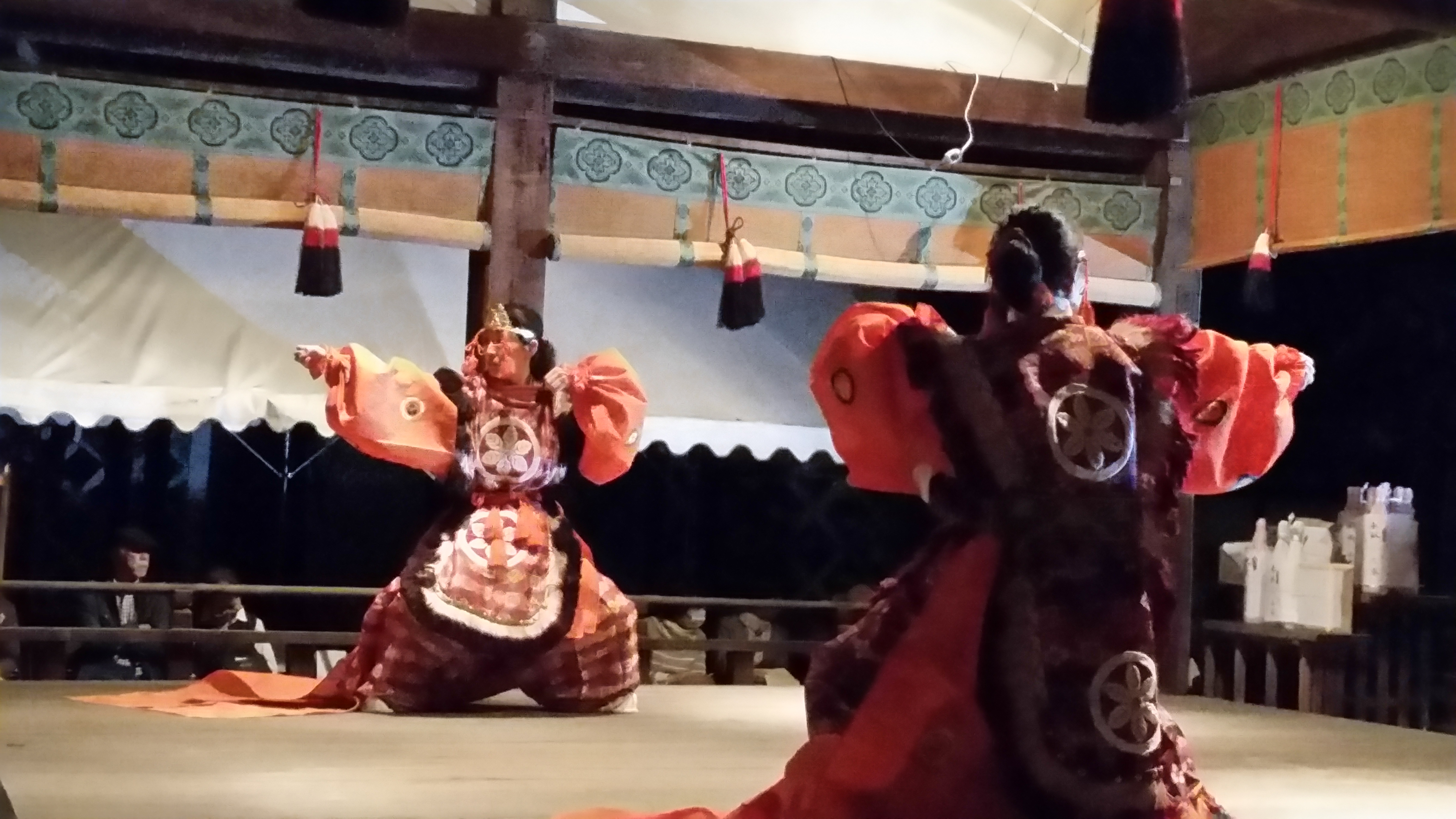
舞楽「抜頭(ばとう)」
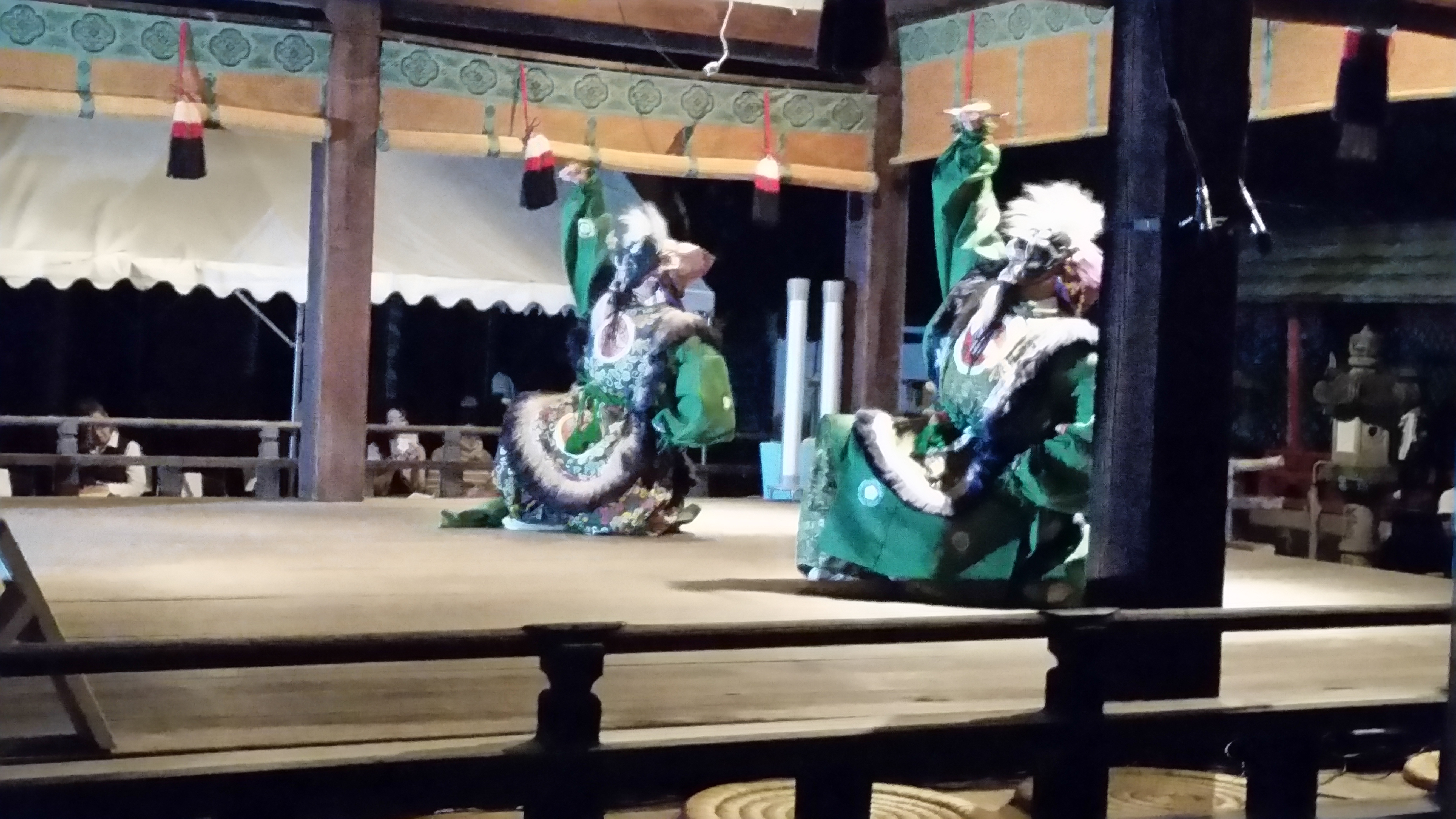
舞楽「落蹲(らくそん)」
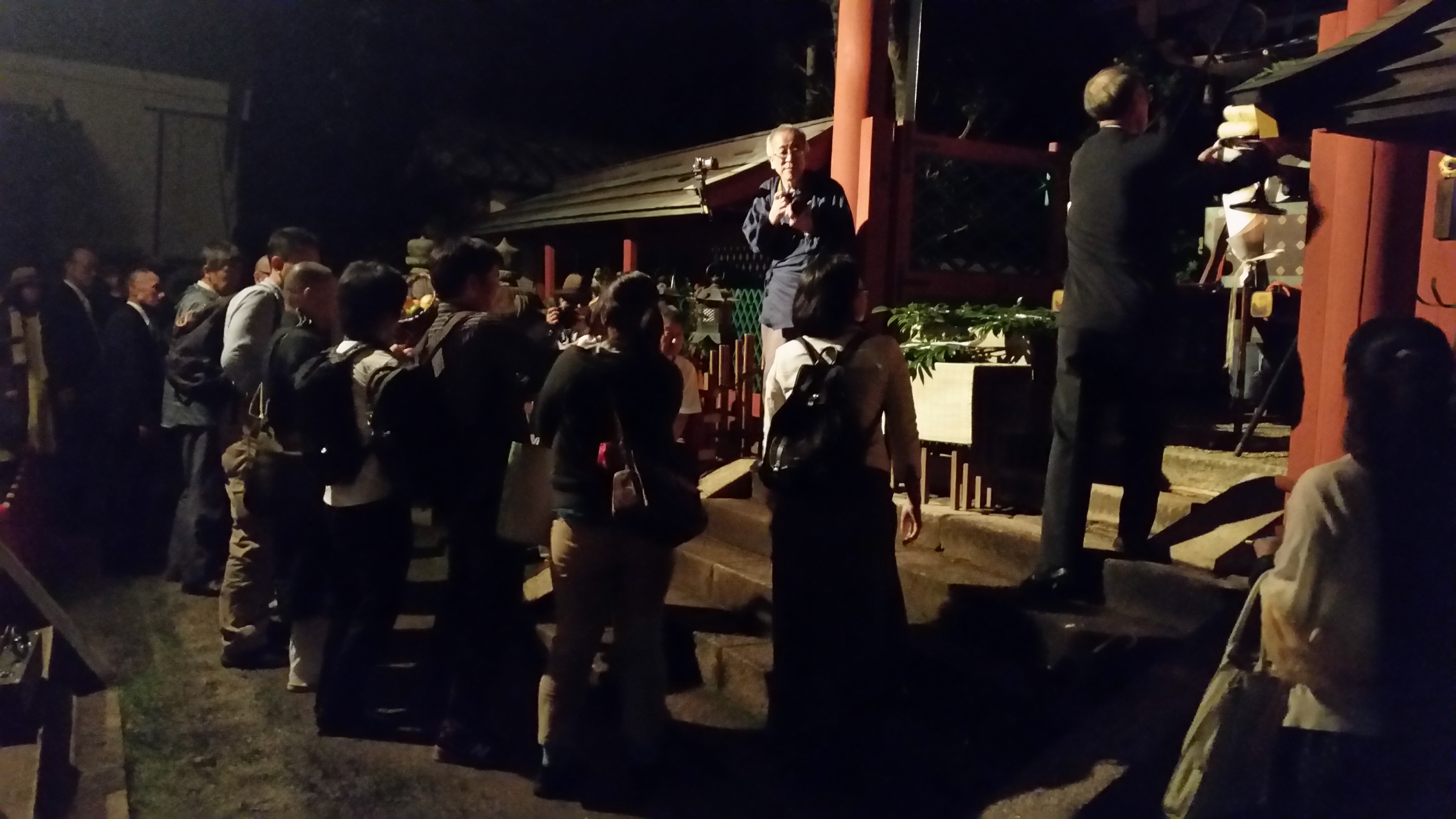
撤饌を神饌所へ戻す

## 現地情報
所在地
- 奈良県奈良市春日野町1-4

交通アクセス
- 近鉄奈良駅から徒歩15分。
- 近鉄奈良駅から奈良交通市内循環バスで「氷室神社・国立博物館前」下車すぐ。

周辺
- 奈良公園
- 興福寺
- 東大寺